# Waltershausen (Saal an der Saale)

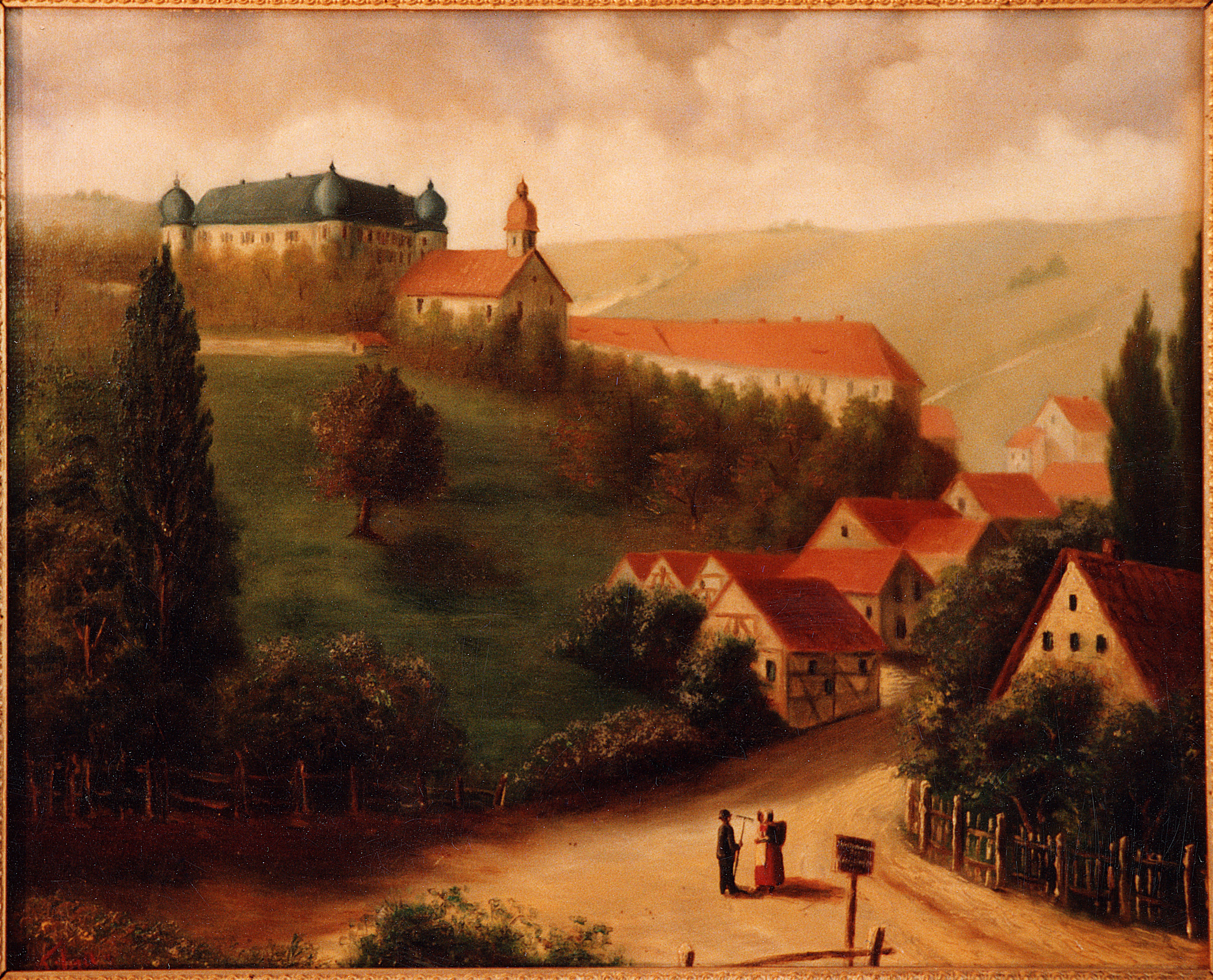
Waltershausen: Blick auf Kirche und Schloss

 Waltershausen  ist ein Gemeindeteil der Marktes Saal an der Saale im unterfränkischen Landkreis Rhön-Grabfeld in Bayern.

## Geografie
Das Pfarrdorf liegt südlich der Rhön im Tal der Milz auf einer Höhe von 278 m ü. NHN.

## Geschichte
Eine aus Bayern vertriebene welfische Fürstin namens Waltrat soll sich um 830 in Hohirod niedergelassen haben, das später nach ihr den Namen „Waltratehusen“ erhielt. Die älteste Nachricht vom Bestehen des Dorfes gibt ein Schenkungsbrief vom Jahre 867. In einer späteren Schenkungsurkunde von 874 wird es nur noch Waltershausen genannt. Kunihilt, eine Tochter der Waltrat, übereignete darin dem Bonifatius-Kloster zu Fulda, alles, was ihr ihre Mutter Waltrat vermacht hatte. (Waltrat soll einer Seitenlinie des welfischen Geschlechts entstammen.)
Diese Schenkung wurde im Dorfe Hohireod, welches von manchen auch Waltradehus genannt wurde, vorgenommen. Daraus geht hervor, dass der Ort – ursprünglich Hohenrod genannt – schon bedeutend älter ist. Er erhielt seinen Namen sicher, weil die ersten Ansiedler das Gehölz auf den Höhen um das Dorf rodeten und Äcker daraus machten. Nach dem Namen der Dorfherrin Waltrat bekam das Dorf dann seine jetzige Bezeichnung Waltershausen.
Seit dem 13. Jahrhundert ist ein Rittergeschlecht von Waltershausen nachgewiesen. Als es mit Antonius von Waltershausen 1448 ausstarb, fiel das Schloss nebst den zugehörigen Gütern an seine vier Schwestern. Durch deren Heirat waren die Familien von Herbilstadt, Steinau, Bibra und Kehr nun die Hauptbesitzer von Waltershausen geworden.
Die beiden Schwestern Katharina von Herbilstadt und Eyta von Steinau gaben das von ihrem Bruder Antonius vererbte, frei eigene Schloss, Erbe und Gut Waltershausen ausgenommen, im Jahre 1448 dem Grafen Georg von Henneberg dergestalt zu Lehen, dass es der Hennebergische Stamm ihnen und ihren sowohl männlichen als weiblichen Nachkommen „so oft willig leihen“ sollte, als es zum Fall käme.
Dafür sollten die Grafen von Henneberg die Besitzer des Dorfes bei allen Rechten und Freiheiten schützen. Katharina, die älteste Schwester des Antonius von Waltershausen, hatte Eucharius von Herbilstadt zum Gemahl. Sie löste zwei Höfe, die ihr Bruder seiner Gemahlin Felicitas geschenkt hatte, wieder ein. Aus diesen zwei Höfen, die weder zum würzburgischen noch zum hennebergischen Lehen gehörten, sondern freies Eigentum waren, entstand das so genannte Schloßgut. Katharinas Tochter, Eyta von Herbilstadt, vermählte sich 1456 mit Christoph Marschalk von Ostheim.
So gelangte die alte und reiche Familie der Marschalke von Ostheim zum Mitbesitz von Waltershausen. Christoph Marschalk von Ostheim war der Erste seines Geschlechtes, welcher einen Teil von Waltershausen bekam. Er wurde bereits im Jahre 1456 mit der Hälfte des hennebergischen Söhn- und Töchterlehens belehnt. Die andere Hälfte erhielt sein Schwager Dietz von Herbilstadt. Die Freiherrn Marschalk von Ostheim gaben sich Mühe, den Ort in ihren alleinigen Besitz zu bekommen. Dies glückte ihnen erst im Jahre 1522 völlig.
Die Familie Marschalk von Ostheim war fortan im Besitz von Waltershausen; sie führten die Reformation ein und bauten Kirche und Schloss neu.
Mit dem Reichsdeputationshauptschluss von 1803 setzte die Mediatisierung reichsunmittelbarer Stände ein. Die reichsfreien Herrschaften im Grabfeld wurden durch die Rheinbundakte von 1806 aufgehoben und dem Großherzogtum Würzburg angegliedert. Mit der Auflösung des Rheinbundes 1814 und dem Beschluss des Wiener Kongresses fiel das Großherzogtum Würzburg größtenteils an das Königreich Bayern. Waltershausen gehörte ab 1817 zum Untermainkreis, der 1838 in Unterfranken und Aschaffenburg (später nur noch Unterfranken) umbenannt wurde.
Das Gut und Schloss Waltershausen, vormals im Besitz der Familie von Kalb, ging zu Beginn des 19. Jahrhunderts in das Eigentum des Göttinger Gelehrten und Wirtschaftshistorikers Georg Friedrich Sartorius über, der daraufhin als Freiherr von Walterhausen in den erblichen bayerischen Adelsstand erhoben wurde. Das Gut mit dem Schloss blieb im Wesentlichen bis ins 20. Jahrhundert im Eigentum der Familie Sartorius von Waltershausen. Im Jahr 1944 wurde das Schloss von der Deutschen Reichspost als Erholungsheim für Postbedienstete übernommen. Dort wurden auch Teile des Berliner Postmuseums während der letzten Kriegswochen untergebracht. 1947–1948 war dorthin der Posttöchterhort Naumburg/Saale evakuiert. Von 1946 bis 1953 fand das Schloss als Flüchtlingsaltersheim Verwendung. Seit 1953 dient das Schloss der deutschen Bundespost als Erholungsheim. In den Jahren 1966 bis 1968 wurde das Schloss von der Bundespost renoviert. In diesen Jahren sind Kunstwerke auf unerklärliche Weise verschwunden.
Am 1. Mai 1978 wurde die Gemeinde Waltershausen in den Markt Saal an der Saale eingegliedert.
Zur ehemaligen Gemeinde gehörten neben dem Pfarrdorf die drei Einöden Buchmühle, Papiermühle und die Weidachsmühle, eine frühere Wassermühlen an der Milz. Die Gemeinde hatte zum Stichtag der Volkszählung am 25. Juni 1961 eine Fläche von 600,85 Hektar.
Bei der Volkszählung am 25. Mai 1987 wurden auf dem Gebiet der früheren Gemeinde 475 Einwohner in 142 Gebäuden mit Wohnraum und 161 Wohnungen gezählt.

## Religion
Der Ort ist ein evangelisches Pfarrdorf, welches zum Evangelisch-Lutherischen Dekanat Bad Neustadt an der Saale gehört. Die evangelische Pfarrkirche entstand in heutiger Gestalt im späten 16. Jahrhundert. Emporen umziehen den Innenraum auf drei Seiten, die Orgel befindet sich über dem Altar. An den Wänden sind 10 Epitaphien der Marschalk von Ostheim (16./18. Jahrhundert) angebracht.

## Baudenkmäler

### Schloss Waltershausen

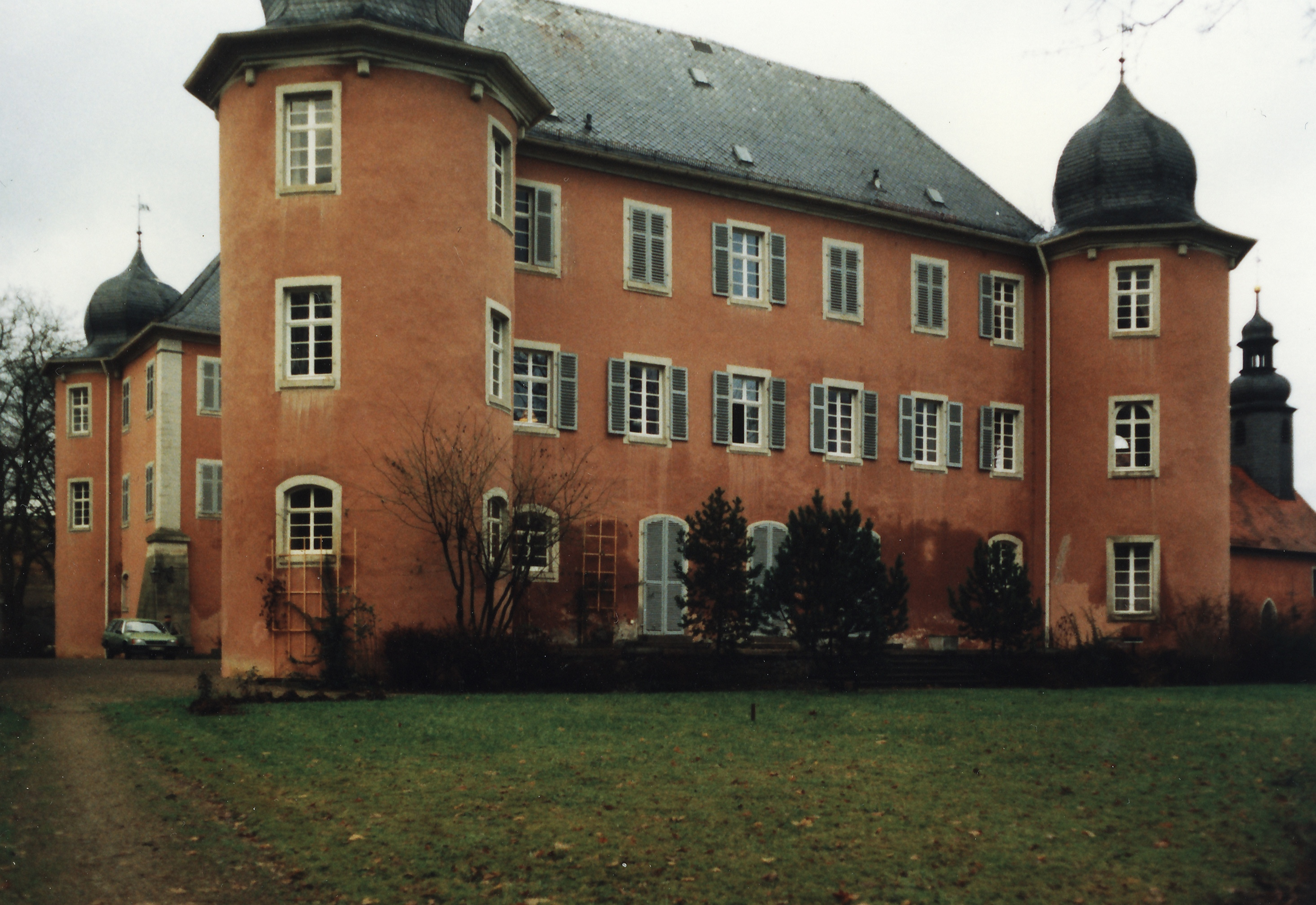
Schloss Waltershausen

Wo einst eine Wehrburg stand, ließ Georg Philipp Marschalk von Ostheim von 1619/27 eine Burg erbauen, die 1723 zu einem dreiflügeligen Schloss mit vier behelmten Rundtürmen umgestaltet wurde. Die Letzte des Geschlechtes, Charlotte, verheiratete von Kalb, ging als geistreiche Freundin Schillers und Jean Pauls in die Literaturgeschichte ein. Als Erzieher ihres Sohnes weilte der junge Friedrich Hölderlin 1793/95 auf Schloss Waltershausen. Das Schloss ging später durch mehrere Hände, bis es 1944 als Erholungsheim der Reichspost eingerichtet wurde. Seit 1986 ist es im Privatbesitz einer Berliner Familie.
Es enthält einen Saal mit schön bemalter Holzdecke aus der Erbauungszeit; ein anderer Saal und mehrere Zimmer im zweiten Stockwerk haben eine Stuckdekoration, die zu den feinsten Schöpfungen des fränkischen Rokoko gehört.